# Antipater I
Antipater I, död 43 f.Kr., var grundaren av den herodianska dynastin, far till Herodes den store. Han gjorde karriär som ämbetsman i den hasmoneiska dynastin och utnämndes till romersk prokurator för Judah när det blev en romersk provins. Genom sin lojalitet till Rom lyckades han få sin son Herodes utnämnd till romersk lydkung. 